# Spilosoma angolensis
Spilosoma angolensis là một loài bướm đêm thuộc phân họ Arctiinae, họ Erebidae.